# کریستین پلانو
کریستین پلانو (انگلیسی: Cristian Pellerano؛ زادهٔ ۱ فوریهٔ ۱۹۸۲) بازیکن فوتبال اهل آرژانتین است.
از باشگاه‌هایی که در آن بازی کرده‌است می‌توان به باشگاه تیخوانا، باشگاه فوتبال راسینگ کلوب آویاندا، باشگاه فوتبال آرسنال ساراندی، باشگاه اتلتیکو ایندپندینته، و باشگاه فوتبال آمریکا اشاره کرد.